# Jazz de chambre

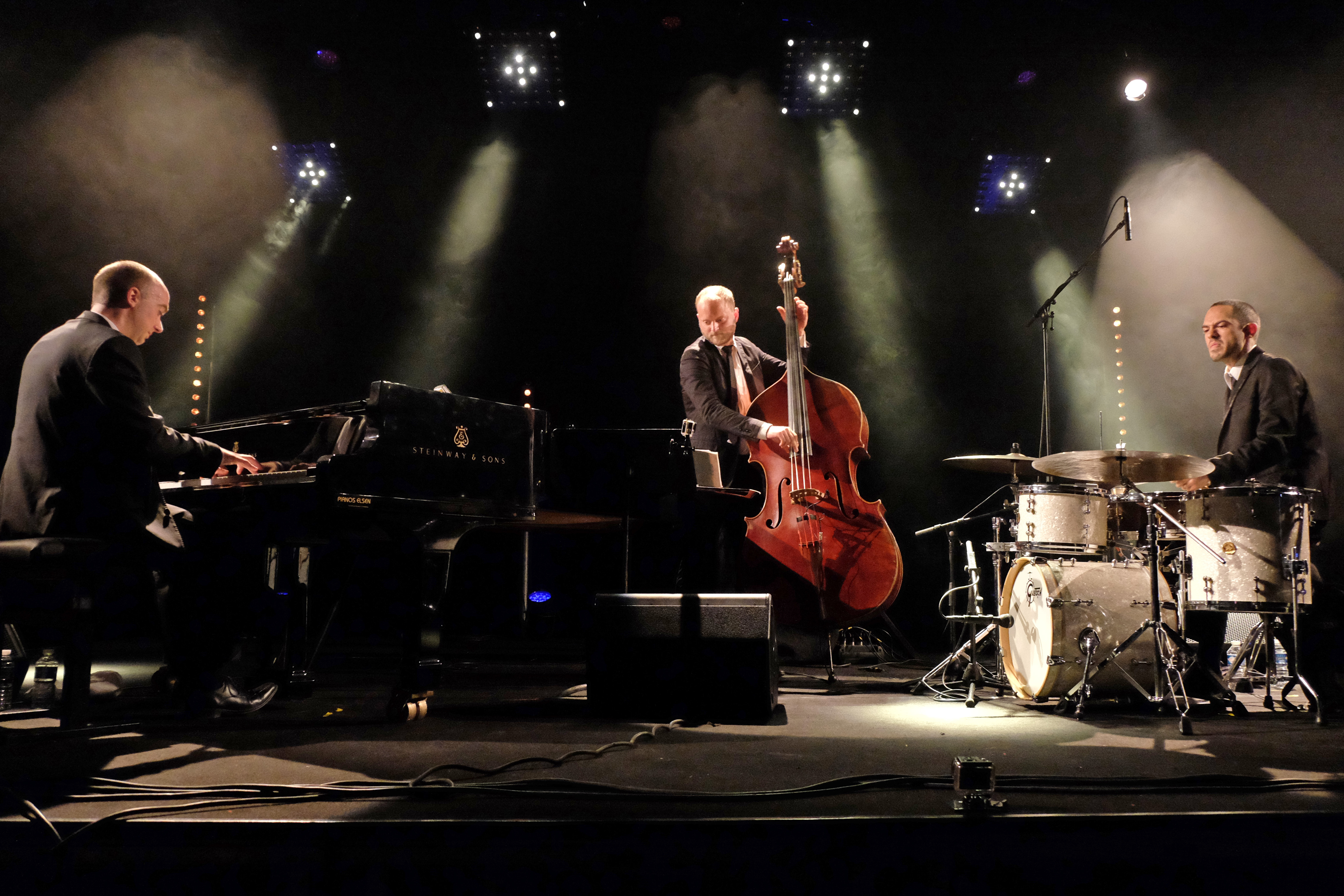

Le jazz de chambre (anglais : chamber jazz) est un genre musical du jazz ayant émergé dans les années 1970, joué par de petits orchestres acoustiques et où les interactions de groupe sont primordiales. Le terme est parfois utilisé pour désigner la fusion entre la musique de chambre et le jazz : il se rapproche ainsi du courant third stream, mais sans l'aspect orchestral de ce dernier. En outre, le genre mobilise des instruments non associés au jazz, tels que le hautbois, la mandoline, les cymbales ou le tabla.

## Histoire
Le genre apparaît en Europe et les compositeurs néo-classiques les plus importants, dont Igor Stravinsky, participent à son développement. À la fin des années 1960, le label de jazz allemand ECM Records participe à sa diffusion. Plusieurs albums ont également été produits par le label Windham Hill Records, fondé par un musicien de jazz de chambre. 

## Caractéristiques
Ses influences sont principalement la musique néo-classique et d'autres courants de la musique classique, mais aussi des éléments issus de traditions musicales et culturelles non-occidentales. Le jazz de chambre inclut ainsi des influences de la musique celtique, de la musique folklorique d'Europe centrale ou de la musique latine. Ces influences non-occidentales font que le jazz de chambre est parfois considéré comme appartenant aux musiques du monde. Certains considèrent en revanche que la fusion de la musique néo-classique avec le jazz classe le jazz de chambre dans le genre new age. 

## Artistes
Ces musiciens ont été associés au jazz de chambre, bien qu'ils n'aient pas toujours revendiqué cette appartenance. La plupart était en outre associée au préalable à d'autres courants du jazz ou d'autres genres musicaux : Billy Childs (en), Eddie Daniels, : Dave Douglas, Mark Feldman, Erik Friedlander, Jimmy Giuffre, Chico Hamilton,, Mark Isham, Brad Mehldau, Modern Jazz Quartet, Meg Okura (en), parfois surnommée la Reine du jazz de chambre, Peter Sprague (en), et Russel Walder (en).